# Huntingdon and Godmanchester

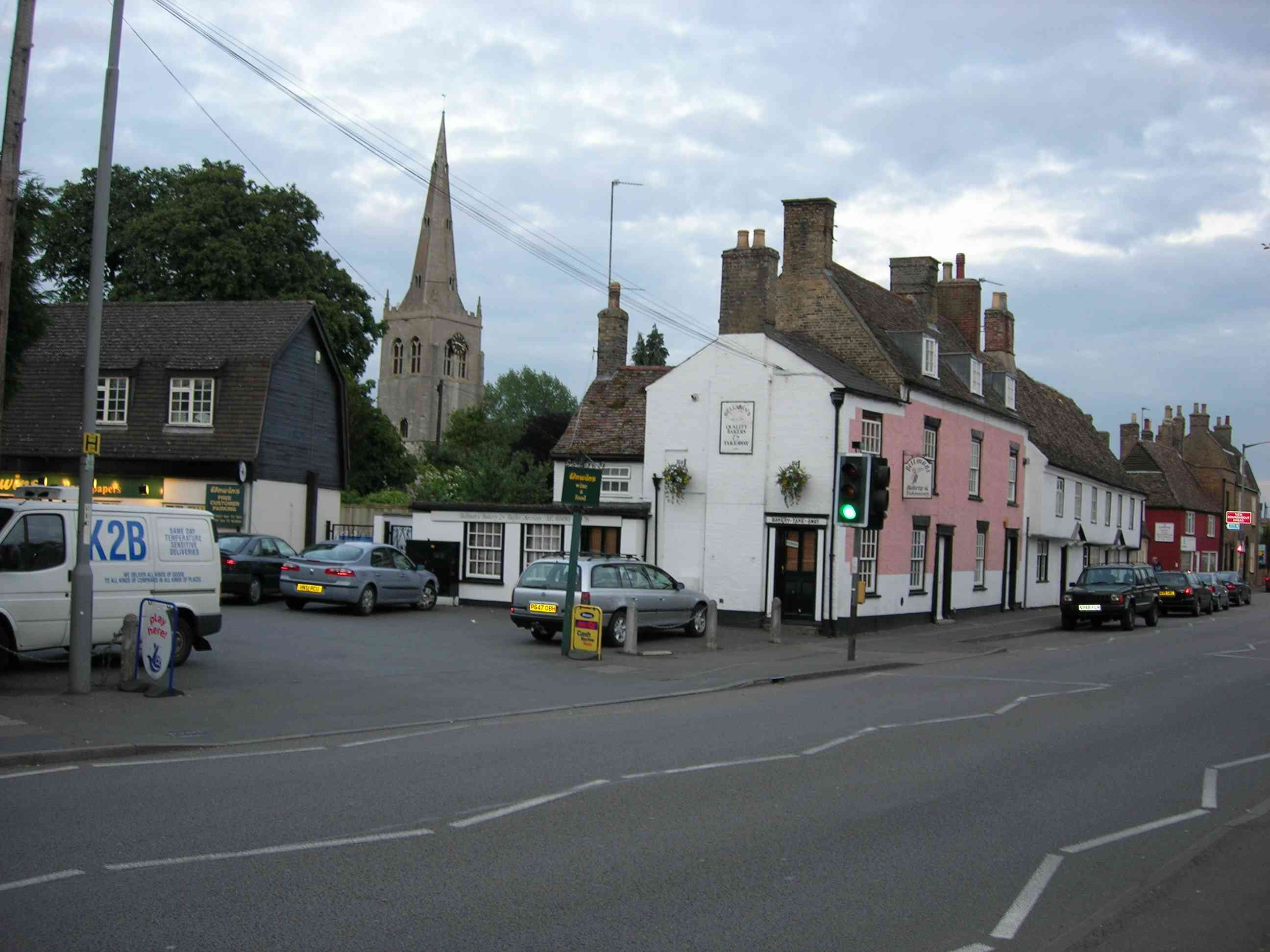
Godmanchester

Huntingdon and Godmanchester var en civil parish 1961–1982 när det uppgick i Huntingdon och Godmanchester i distriktet Huntingdon, i grevskapet Cambridgeshire i England. Civil parish var belägen 25 km från Cambridge och hade 8 821 invånare år 1961.